# Kyrtolitha purpureotincta
Kyrtolitha purpureotincta là một loài bướm đêm trong họ Geometridae.